# 福岡克也
福岡 克也（ふくおか かつや、1930年 - ）は、日本の林業経済学者、環境学者、立正大学名誉教授。
宮城県生まれ。東京大学農学部卒業、大学院後期博士課程満期退学。1972年東大農学博士。山形大学助教授、1974年立正大学助教授、教授、経済学部長、経済学研究科委員長、2002年定年退職、名誉教授、東亜大学大学院教授、鳥取環境大学客員教授、早稲田大学環境総合研究センター顧問、日本地域学会会長。
はじめ林業経済を専門としたが、環境問題について発言することが多くなり、1985年よりワールドウオッチ研究所「地球白書」日本語版の出版および監訳を協力。
2010年に瑞宝中綬章を受章。

## 著書
- 林業会計の基礎理論 栗村哲象共著 地球出版 1970
- 立木資産会計論 林業における会計基準適用の限界と立木資産の自然増加に関する研究 農林出版 1973
- 人間環境経済論 御茶の水書房 1975
- 流通経済論序説 生活資源の生産と流通のシステム化 地球社 1975
- 価格分析の基礎 白桃書房 1976
- 流通経済の構造分析 世界書院 1979.8 (経済学叢書)
- 森と水の思想 世界書院 1984.4 (社会科学選書)
- 森と水の経済学 自然と人間共生の文明へ 東洋経済新報社 1987.4 (東経選書)
- 黙しているのはもう限界だ 地球大汚染 NASA・ファイルX緊急警告 青春出版社 1989.9 (プレイブックス)
- 環境破壊の構図を読む 地球再生への道 時事通信社 1990.5 (現代を読む)
- エコビジネスのすすめ 時事通信社 1990.6 (現代を読む)
- 地球人は水から滅びる 大汚染7つの衝撃 30年後に迫った未曽有の大異変 青春出版社 1991.7 (プレイブックス)
- 地球環境保全戦略 エコロジー経済学の挑戦 1993.1 (有斐閣選書)
- エコロメーションへの挑戦 激化する地球環境戦争とその経営戦略 経済界 1996.5
- エコロジー経済学 生態系の管理と再生戦略 有斐閣 1998.12
- エコ経済学基礎教程 地球社 2000.4
- エコ・エコノミーを考える 時事通信出版局 2008.6

## 翻訳
- 地球温暖化の時代 気候変化の予測と対策 スティーブン・H.シュナイダー 内藤正明と監訳 ダイヤモンド社 1990.3
- 地球の挑戦 21世紀に企業と環境は共存できるか レスター・R・ブラウン 監訳 小学館 1992.1
- エコ経済への改革戦略 デヴィッド・ルードマン　監訳 環境文化創造研究所訳 家の光協会 1999.9
- 生態系を破壊する小さなインベーダー クリス・ブライト 監訳 環境文化創造研究所訳 家の光協会 1999.10
- 地球環境データブック ワールドウォッチ研究所　レスター・ブラウン,ミカエル・レナー,ブライアン・ハルウェイル 監訳 家の光協会 2000.9
- 地球環境ガバナンス グローバル経済主義を超えて ヒラリー・フレンチ 監訳 環境文化創造研究所訳 家の光協会 2000.11 (ワールドウォッチ21世紀環境シリーズ)
- 水不足が世界を脅かす サンドラ・ポステル 監訳 環境文化創造研究所訳 家の光協会 2000.4
- 地球環境データブック 2001-2002 クリストファー・フレイヴィン 監訳 家の光協会 2001.9
- フード・セキュリティー だれが世界を養うのか レスター・ブラウン 監訳 ワールドウォッチジャパン 2005.4

## 参考
- 福岡克也・大越信孝教授定年退任記念号 経済学季報（立正大学）2002-3